# SN 1953F
SN 1953F – supernowa odkryta 7 grudnia 1953 roku w galaktyce M+05-55-42. W momencie odkrycia miała maksymalną jasność 19,00m.